# No More Sorrow
"No More Sorrow" é uma canção da banda americana de rock Linkin Park. Ela é a oitava faixa do terceiro álbum de estúdio da banda Minutes to Midnight. Ela foi tocada ao vivo e também está incluída no álbum ao vivo Road to Revolution: Live at Milton Keynes. A versão ao vivo da música foi lançada como single promocional em 2008. A letra é de autoria da própria banda e a faixa foi produzida por Mike Shinoda e co-produzida por Rick Rubin.

## Contexto
A música começa com uma introdução instrumental que leva aos vocais do vocalista Chester Bennington. A música foi gravada em 133 BPM e está na chave de E flat Minor. Brad Delson, o guitarrista principal da banda, usa um EBow nessa música, que foi originalmente planejada para a canção "The Little Things Give You Away" última faixa de Minutes to Midnight.
A canção foi tocada muitas vezes ao vivo pela banda entre 2007 a 2011. A canção foi a faixa favorita dos fãs para ser tocada ao vivo. A versão ao vivo vem com uma introdução prolongada. A música foi realizada em 14 de março de 2007 como uma gravação da AOL em North Hollywood, Califórnia. A primeira apresentação pública foi em Berlim, Alemanha, em 28 de abril de 2007. A música foi realizada em um concerto no show de Milton Keynes. Uma versão ao vivo da música também foi lançada no LP Underground 7.0. O último desempenho foi em 25 de setembro de 2011.

## Lançamentos
A canção foi lançada como a oitava faixa do terceiro álbum de estúdio de Linkin Park, Minutes to Midnight. A música também foi lançada no álbum ao vivo, Road to Revolution: Live at Milton Keynes, e também como single promocional. Uma versão ao vivo da música também foi lançada no LP Underground 7.0. Um instrumental de 8 bits foi lançado na trilha sonora de 8-Bit Rebellion.

## Faixas
| No More Sorrow Ao Vivo |                            |         |  |
| N.º                    | Título                     | Duração |  |
| 1.                     | "No More Sorrow" (Ao vivo) | 5:06    |  |